# Allerey-sur-Saône
Allerey-sur-Saône település Franciaországban, Saône-et-Loire megyében. Lakosainak száma 809 fő (2022. január 1.). Allerey-sur-Saône Saint-Gervais-en-Vallière, Bragny-sur-Saône, Gergy, Saint-Loup-Géanges, Saint-Martin-en-Gâtinois, Verjux és Verdun-Ciel községekkel határos.

## Népesség
A település népességének változása:
| Lakosok száma | 814  | 810  | 813  | 802  | 799  | 795  | 800  | 804  | 809  |
|               | 2013 | 2015 | 2016 | 2017 | 2018 | 2019 | 2020 | 2021 | 2022 |